# Music Player Daemon
Music Player Daemon, ou MPD, est un lecteur audio libre qui permet l'accès distant depuis un autre ordinateur. Un exemple serait un serveur faisant tourner MPD et utilisant un de ses clients frontaux pour le contrôler à distance. Du fait qu'il soit lancé comme un démon, c'est aussi un bon lecteur audio pour le bureau, surtout pour ceux qui n'utilisent pas ou relancent souvent X.
Il utilise une base de données (comme les autres lecteurs de musique) pour conserver des informations basiques de chaque fichier. À la différence de certains autres lecteurs audios (comme XMMS2 par exemple, qui utilise SQLite) le format de la base de données est un simple fichier texte, rangé par ordre alphabétique d'emplacement et de nom de fichier. Ceci peut rendre les recherches moins efficaces, néanmoins la taille de la base de données est le plus souvent trop petite pour discerner une différence (à moins de parler de millions d'entrées).[réf. nécessaire]

## Fonctionnalités
- Joue les fichiers Ogg Vorbis, FLAC, Ogg FLAC, MP2, MP3, MP4/AAC, MOD, Musepack et wave ;
- Contrôle distant de MPD via un réseau (IPv4 et IPv6 supportés) ;
- Joue des streams MP3 et Ogg Vorbis ;
- Enregistre les informations des tags ID3 (ID3v1 et ID3v2 sur les formats MP3, FLAC et AAC) ;
- Enregistre les commentaires Vorbis (Ogg et FLAC) ;
- Enregistre les informations MP4 (MP4/AAC) ;
- Les informations ID3/Vorbis peuvent être recherchées ;
- Support de mémoire tampon durant la lecture (permet d'éviter les sauts dus à une charge importante ou à la latence du réseau) ;
- Joue en continu morceau après morceau sans blanc (gapless), parfait pour écouter un album live ;
- Support du fader ;
- Support de l'avancement durant une chanson ;
- Enregistrer, charger et gérer des playlists au format m3u ;
- Contrôle du volume (OSS, ALSA et mixers logiciels) ;
- Grand nombre d'équipements audio supportés (OSS, ALSA, Sun, esd, ARts, JACK…) ;
- Fonctionne sur plusieurs systèmes d'exploitation: GNU/Linux, FreeBSD, OpenBSD, NetBSD, Solaris, HP-UX, Mac OS X.

MPD peut aussi servir comme source pour un stream Icecast (au format Ogg Vorbis) et ainsi permettre l'écoute distante comme une radio.

## Clients

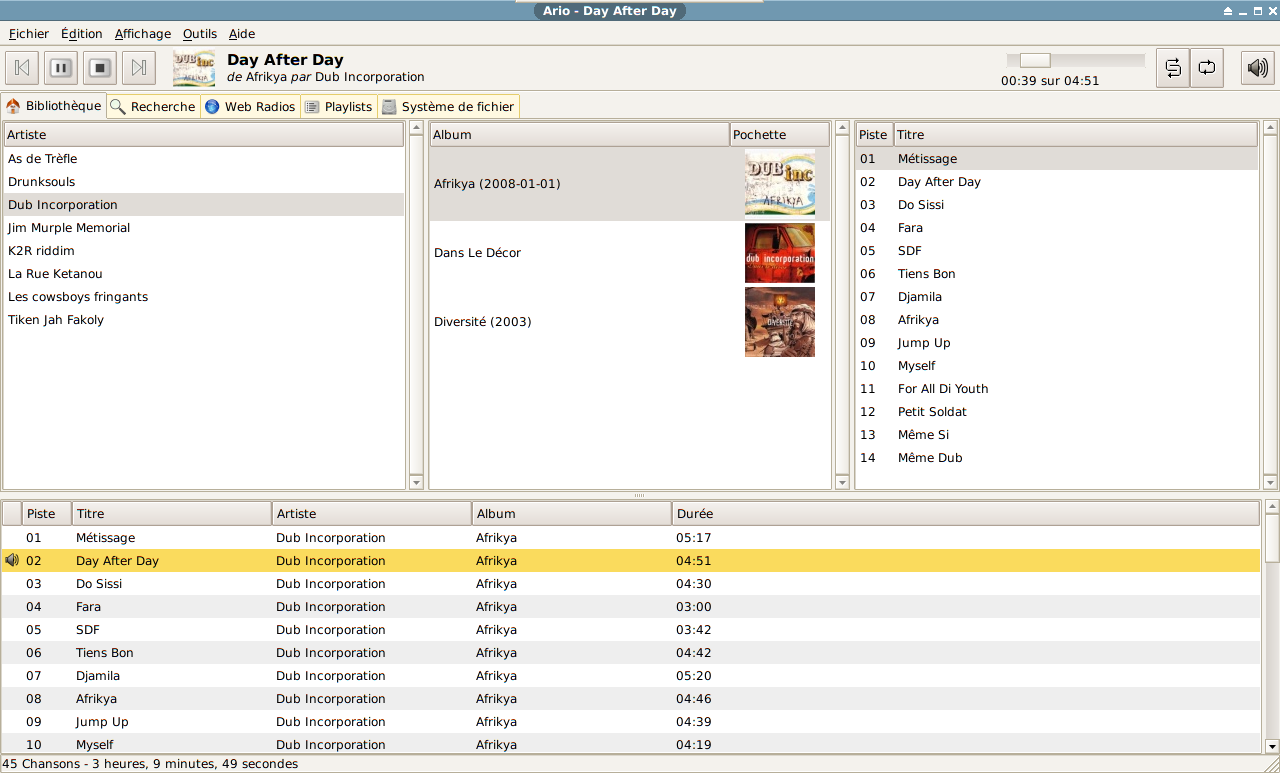
Un client parmi d'autres : Ario

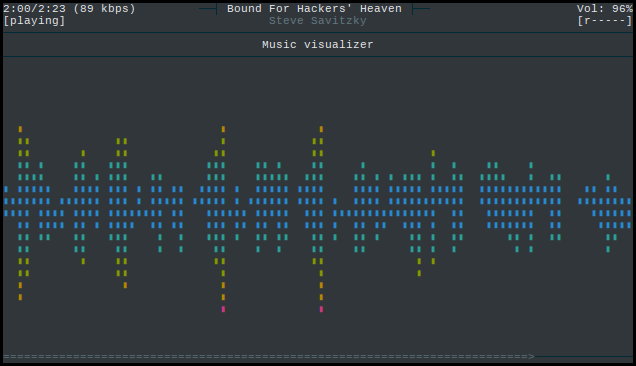
ncmpcpp avec le thème [https://gist.github.com/yevgenko/1167205 Solarized pour urxvt

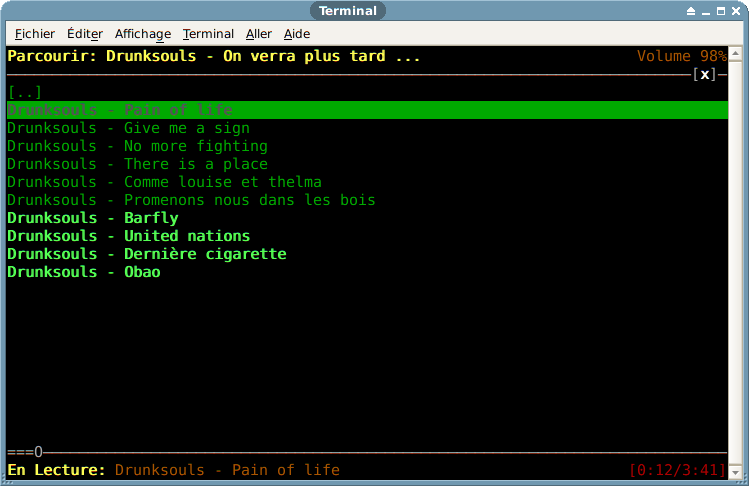
ncmpc s'utilise en ligne de commande

Il existe une grande variété d'interfaces utilisateur pour communiquer avec le serveur, utilisant un protocole commun sur une connexion TCP. Les clients les plus utilisés sont :
client en ligne de commande
- mpc : un simple client en ligne de commande.
- ncmpc : un client console utilisant ncurses.
- ncmpcpp : une version améliorée de ncmpc.

client graphique 
- Ario : un client graphique GTK2 qui se veut proche de l'interface de Rhythmbox.
- Sonata : un client esthétique et efficace, écrit en Python et GTK2, sans dépendance Gnome.
- gmpc : un client graphique en GTK2.
- pymp'd : un client de type iTunes écrit en Python utilisant PyGTK.
- QMPDClient : un client graphique en Qt 4.

Client Web
- O!MPD : un client web en PHP/MySQL responsive.
- phpMp2 : tournant dans un navigateur web.

Client smartphone
- MPoD : un client pour iPhone.
- MPaD : un client pour iPad.
- MPDroid : un client pour Android.
- M.A.L.P: Un autre client Android.
- Shinobu : un client Open Source pour iPhone & iPad.